# Louis Bourget
Pour les articles homonymes, voir Bourget.
Ne doit pas être confondu avec Louis Bourguet.
Louis Bourget, de son nom complet Melchior-Matthieu-Adolphe-Louis Bourget, né le 22 mars 1856 à Yverdon-les-Bains et mort le 26 juillet 1913 à Lausanne, est un médecin, pharmacien et professeur de médecine et de pharmacie vaudois.

## Biographie

### Vie privée
Originaire de Rivaz, il est le fils de Jules Bourget, enseignant à l'institut Naef pour enfants sourds, et de Marie Baud. Il a un frère, Marius, né en 1850, et une sœur, Emma, née en 1851. La famille Bourget déménage à Lausanne en 1861. Son père devient maître de classe à l'École moyenne en 1864. Louis Bourget épouse Augusta Hunziker et le couple aura deux filles : Valentine (1893) et Elisa-Marie (1895),.

### Médecin et pharmacien
Louis Bourget étudie la pharmacie à l'Académie de Lausanne, puis en Allemagne. Il est engagé comme pharmacien à l'Hôpital Cantonal de Genève puis tient une pharmacie à Martigny. Il entreprend ensuite des études de médecine à Genève, Strasbourg, Vienne et Paris. En 1884, il obtient son doctorat en médecine à Genève, puis y est nommé privat-docent en 1887. En 1890, il se voit confier l'enseignement de la thérapeutique à la nouvelle faculté de médecine de Lausanne. Il enseigne également la biologie et la chimie physiologique et pathologique à la faculté des sciences. Il devient en 1890 professeur extraordinaire - puis ordinaire en 1891 - de pharmacologie et de chimie physiologique à Lausanne. Il collabore à la création du laboratoire de chimie physiologique et de thérapeutique en 1891. Il occupe dès 1892 la chaire de clinique médicale et de pathologie interne et abandonne ses cours à la facultés des sciences,,. 
En juillet 1893, il ouvre une petite clinique. En 1905, il ouvre la clinique privée La Pensée à l'avenue d'Ouchy. En 1911, il se voue exclusivement à la médecine et quitte l'école de pharmacie. Il met au point un instrument d'auscultation cardiaque, participe à la lutte contre la tuberculose, fonde le Secrétariat antituberculeux et crée le liniment Bourget à base d'acide acétylsalicylique contre les rhumatismes et les poudres alcalines Bourget, efficaces contre certaines affections gastriques,.

### Ornithologue
Passionné par l'observation de la nature, il est en outre ornithologue. Il lutte pour la protection des oiseaux et lance une initiative pour l'achat de nids artificiels à placer dans les parcs et au bord du lac. Il fait à sa mort un legs à la ville de Lausanne pour la création d'une réserve naturelle.

## Hommages
En 1920, le Conseil communal décide la création à Vidy, au bord du lac Léman, sur la rive gauche de la Chamberonne, d'un « parc naturel réservé aux plantations d'arbres et réserve ornithologique » ; il prendra le nom de parc Louis-Bourget. En 1941, son statut de réserve est confirmé et celle-ci est déclarée perpétuelle en 1950,.
L'Hôpital cantonal de Lausanne disposait d'un « pavillon Bourget », démoli en 1976.

## Publications
- 1909 : Beaux dimanches : observations d'histoire naturelle
- 1896 : Précis de thérapeutique[3]
- 1907 : "quelques erreurs et tromperies de la science médicale moderne" edts Th. Sack- Reymond, lausanne